# Tárak Dzíáb
Tárak Dzíáb (arabul: طارق ذياب); Tunisz, 1954. január 15. –) tunéziai válogatott labdarúgó. 1977-ben az az év afrikai labdarúgójának választották. 

## Pályafutása

### Klubcsapatban
1973 és 1979 között az Espérance Tunisz, 1978 és 1980 között a szaúdi Al Ahli, 1980 és 1990 között ismét az Espérance Tunisz csapatában játszott. Hatszoros tunéziai bajnok.   

### A válogatottban
1978 és 1989 között 101 alkalommal szerepelt a tunéziai válogatottban és 17 gólt szerzett. Részt vett az 1978-as és az 1982-es Afrikai nemzetek kupáján, illetve az 1978-as világbajnokságon, ahol a Mexikó, a Lengyelország és az NSZK elleni csoportmérkőzésen kezdőként lépett pályára.
Tagja volt az 1988. évi nyári olimpiai játékokon résztvevő válogatott keretének is.

## Sikerei, díjai
ES Tunisz
- Tunéziai bajnok (6): 1974–75, 1975–76, 1981–82, 1984–85, 1987–88, 1988–89

Egyéni
- Az év afrikai labdarúgója (1): 1977